# Superman II (film)
Superman II er en amerikansk superheltefilm fra 1980, instrueret af Richard Lester, og med Christopher Reeve i hovedrollen.

## Medvirkende
- Christopher Reeve som Kal-El / Clark Kent / Superman
- Margot Kidder som Lois Lane
- Terence Stamp som General Zod
- Jackie Cooper som Perry White
- Sarah Douglas som Ursa
- Ned Beatty som Otis
- Gene Hackman som Lex Luthor